# Josef-Krainer-Preis
Die Josef-Krainer-Preise werden seit 1973 jährlich in Würdigung hervorragender Leistungen durch das Steirische Gedenkwerk vergeben. Benannt ist der Preis nach Josef Krainer senior, Landeshauptmann der Steiermark von 1948 bis 1971.

## Der Preis
Von 1975 bis 1984 wurden abwechselnd Josef-Krainer-Preise für soziale und wissenschaftlich-publizistische Leistungen vergeben. Seit 1993 wird der Große Josef-Krainer-Preis, der Josef-Krainer-Würdigungspreis und der Josef-Krainer-Förderungspreis verliehen. Seit 1995 werden außerdem mit dem Internationalen Josef-Krainer-Preis Persönlichkeiten geehrt, deren Wirken für die Steiermark von Bedeutung ist. Seit 1996 wird zusätzlich auch der Josef-Krainer-Heimatpreis vergeben. 2011 wurde der Josef-Krainer-Zukunftspreis überreicht.
Die Preisverleihung findet am steirischen Landesfeiertag, dem 19. März, statt. 2015 war der Große Josef-Krainer-Preis mit 4.000 Euro dotiert, die Würdigungspreise mit je 3.000 Euro und die Josef-Krainer-Förderungspreise mit je 2.000 Euro.

## Preisträger (Auswahl)

### Großer Josef-Krainer-Preis
- 1994: Maximilian Liebmann, Günter Waldorf
- 1995: Nikolaus Harnoncourt, Alois Hergouth
- 1996: Maria Schaumayer, Walter Koschatzky
- 1997: Helmut List, Werner Welzig
- 1998: Gerhardt Moswitzer, Viktor Herbert Pöttler
- 1999: Reinhard P. Gruber, Heinrich Pfusterschmid-Hardtenstein
- 2000: Otto Kolleritsch, Ivica Osim, Karlheinz Miklin (Miklin-Trio)
- 2001: Lorenz Duftschmid, Alois Stadlober, Günter B. Fettweis
- 2002: Wolfgang Mantl, S.T.S. (Gert Steinbäcker, Günter Timischl, Schiffkowitz)
- 2003: Hermann Baltl, Barbara Frischmuth, Thomas Muster
- 2004: Angelika Kresch
- 2005: Alfred Stingl, Hildegunde Piza-Katzer, Heinz Reitbauer, Rote Nasen Clowndoctors[4]
- 2006: Olga Neuwirth, Dieter Pochlatko,
- 2007: Walter Höflechner, Markus Jaroschka, Johann Lafer, Aglaia Szyszkowitz
- 2008: Alfred Gerstl, Christine Brunnsteiner, Christian Konrad, Karl Majcen, Ulrike Leopold-Wildburger
- 2009: Günther Ziesel, Opus (Günter Grasmuck, Ewald Pfleger, Kurt René Plisnier und Herwig Rüdisser)
- 2010: Franz Cibulka, Alfred Gutschelhofer, Hans Sünkel
- 2011: Renate Götschl, Gerhard Roth
- 2012: Helmut Denk, Marion Mitterhammer[5]
- 2013: Eva Rossmann, Günther Zgubic[6][7]
- 2014: Markus Schirmer, Johannes Silberschneider[8][9]
- 2015: Gregor Seberg, Regina Strassegger[1]
- 2016: Die Seer, Egon Kapellari[10]
- 2017: Alfred Komarek, Christa Neuper[11]
- 2018: Elisabeth Gürtler, Klaus Eberhartinger, Thomas Spitzer (Erste Allgemeine Verunsicherung)[12]
- 2019: Franz Küberl, Pia Hierzegger[13]
- 2020: Hermann Miklas, Leopold Neuhold, Paul Pizzera[14]
- 2021: Eva Poleschinski, Karl-Albrecht Kubinzky
- 2022: Boris Bukowski[15], Manfred Prisching[16]
- 2022: Stefanie Werger, Christian Wehrschütz, Bernhard Pelzl[17]
- 2023: Helmut Konrad, Helmut Marko[18]
- 2023: Richard Kriesche, Musikverein für Steiermark (repräsentiert durch Intendant Michael Nemeth und Präsident Franz Harnoncourt-Unverzagt)[19]
- 2024: Erwin Wurm,[20] Wolfdieter Dreibholz, Karla Kowalski[21]
- 2025: Charly Temmel, Friedrich von Thun[22][23]

### Josef-Krainer-Heimatpreis
- 1996: Franz Weiss
- 1997: Franz Koringer, Walter Stipperger, Fred Strohmeier
- 1998: Gerda Klimek
- 1999: Marianne Graf, Erwin Huber, Ursula Profanter, Ernst Trost
- 2000: Judith Draxler, Baldur Heckel, Gert Maria Hofmann, Lorenz Maierhofer
- 2001: Eva Moser, Raimund Ochabauer
- 2002: Wolfgang Fasching, Josef Döller
- 2003: Rupert Gmoser, Wolfgang Muthspiel, Christian Muthspiel, Astrid Plessl
- 2004: Ernst-Christian Gerhold, Heinrich Schnuderl, Daniela Iraschko-Stolz, Grete Schurz
- 2005: Ernst Reinhold Lasnik, Christina Pluhar
- 2006: Andrea Sailer
- 2007: Adrian Eröd, Christian Schiester
- 2008: Robert Schauer, Monika Wogrolly
- 2009: August Schmölzer, Herta Wimmler
- 2010: Lena Hoschek, Waltraud Schinko-Neuroth
- 2012: Anna Badora, Barbara Faulend-Klauser, Pepo Puch
- 2013: Peter Simonischek, Brigitte Karner
- 2014: Wolfram Berger, Hubert Neuper, Josef Zotter
- 2015: Michael Schilhan, Anna F.
- 2016: Kernölamazonen, Rudolf Muhr
- 2017: Martin Puntigam, August Janisch, Dornrosen[24]
- 2018: Nikolaus Habjan[25]
- 2019: Gerhard Draxler (ORF-Landesdirektor), Angelika Ertl-Marko (Gartenbaukultur), Mariagrüner Kindertheater (Rudolf und Anna Prates), Theatercafé in Graz (Tanja Baumgartinger und Manfred Koch), Hutmanufaktur Josef Kepka & Söhne, Winzerfamilie Tement (Manfred und Heidi Tement)[26][27]
- 2022: Felix Breisach, Hans und Christine Fürst, Eva-Maria Lipp, Friedrich Ohnewein[17]
- 2023: Alfred Ninaus (Filmkunst), Presious Chiebonam Nnebendum (Performancekunst), der „Männernotruf“ mit Gründer Eduard Hamedl (Soziales), Claudia Rossbacher (Literatur) und Viktoria Schnaderbeck (Sport)[19]
- 2024: Franz Cserni (Unternehmer und Kunst), Familie Grossauer (Gastronomie), Annemarie Schlack (Kinder- und Menschenrechte), Spafudla (Musik), Hans Stolz (Kultur), Anita Ziegerhofer (Landesgeschichte und Landeskultur), Helmut Eberhart (Landesgeschichte und Landeskultur)[21]

### Internationaler Josef-Krainer-Preis
- 1995: Silvius Magnago
- 1996: Cornelio Sommaruga
- 1997: Franz König
- 1999: SOS-Kinderdorfbewegung[28]
- 2000: Klaus Maria Brandauer
- 2001: Philipp Harnoncourt
- 2003: Roman Herzog
- 2004: Alojz Peterle[29]
- 2005: Gerd Bacher
- 2006: Malteser Hospitaldienst Austria
- 2009: Wladyslaw Bartoszewski
- 2017: Arnold Schwarzenegger[30]

### Josef-Krainer-Zukunftspreis
- 2011: Marie Kreutzer, Richard Kühnel, Martin Wäg und Thomas Böck

### Josef-Krainer-Würdigungspreis
- 2001: Ludwig Fladerer[31]
- 2002: Franz Krieger[32]
- 2003: Gerhard A. Holzapfel
- 2004: Dietmar Werner Winkler[33]
- 2005: Thomas Antretter[34][35]
- 2006: C. Oliver Kappe[36]
- 2007: Christof Gattringer[37]
- 2008: Peter Fickert; Ernst Kozeschnik[38]
- 2009: Paul Mayrhofer
- 2012: Barbara Stelzl-Marx[39]
- 2018: Claudia Haagen-Schützenhöfer[12]
- 2023: Franz Hartlieb; Corina Madreiter-Sokolowski; Nina Schalk; Martin Steinberger

### Wissenschaftlich-publizistischer Preis
- 1975: Emil Breisach, Manfred Ebner, Gernot D. Hasiba, Werner Hollomey, Johannes Koren, Rüdiger Malli, Leopold Prüller, Alois Puntigam, Gerald Schöpfer, Hermann Schützenhöfer, Anton Stock, Anton Tautscher, Helmut Weinhandl[40]
- 1977: Günther Burkert, Attila Fenyves, Heinz Juan, Waldemar Jud, Gerhard Kostner, Harald Kreps, Karlheinz Probst
- 1979: Eckhard Beubler, Christoph Heinrich Binder, Gernot Kocher, Manfred Straka, Karl Trobas, Ehrenpreis: Hermann Wiesflecker

### Sozialer Preis
- 1977: Egon Blaschka, Werner Gobiet, Maria Linzbauer, Maria Pachleitner, Elisabeth Stark, Albert Wöhrer[40]
- 1978: Karin Hafner, Cäcilia Kappel, Hans Neumann, Eduard Pumpernig
- 1984: Olga Drexel, Helga Harb-Schmid, Harald Krenn, Anneliese Riegler, Grete Schurz

### Josef-Krainer-Preis
- 1985: Gerfried Förster, Martin Gutl, Hubert Hoffmann, Alfred Kolleritsch, Aladar Pfniss, Regina Puntigam, Andreas Tscheppe[40]
- 1986: Konrad Sattler
- 1988: Alfred Gahleitner, Firma Leitner, Tischlerwerkstätten OGH (Michael und Hans Leitner), Kurt Muthspiel, Ulrich Santner, Karl Totter

### Josef-Krainer-Förderungspreis
- 1999: Thomas Antretter[41]
- 2000: Barbara Stelzl-Marx[39]
- 2003: Paul Mayrhofer
- 2004: Helmut Woschitz[42]
- 2021: Matthias Wolf, Marcus Schinnerl, Gerald Raab, Christian Knoll, Elisabeth Kappel, Christina Laura Kainz, Mario Stephan Gschwandl[43]
- 2023: Zhuo Chen; Tomas Kamencek; Christoph Leitner; Laura Pajed; Marielena Plieseis; Peter Sagmeister